# L'uomo da sei milioni di dollari - Vino, donne e guerra
L'uomo da sei milioni di dollari - Vino, donne e guerra (The Six Million Dollar Man: Wine, Women and War) è un film per la televisione statunitense del 1973 diretto da Russ Mayberry.
È il seguito del film per la televisione L'uomo da sei milioni di dollari - Dalla Luna al deserto, trasposizione del romanzo di fantascienza di Martin Caidin Cyborg, ha ha dato il via al franchising L'uomo da sei milioni di dollari, a partire dall'anno seguente con la serie omonima, dopo aver realizzato un terzo film per la televisione, L'uomo da sei milioni di dollari - Complotto internazionale. I tre film per la televisione, trasmessi come opere a sé stanti, sono considerati come i tre piloti che hanno portato alla realizzazione della serie televisiva stessa.

## Trama
Il colonnello Steve Austin è reduce da una missione in Egitto per rubare il catalogo di un trafficante d'armi, nella quale la sua amante è rimasta uccisa. Steve Austin è così molto risentito quando Oscar Goldman gli chiede di tornare sul campo per una nuova missione.
Austin decide così di scappare dalla struttura dell'Office of Scientific Intelligence, per dirigersi verso una destinazione caraibica, dove abita un amico, all'oscuro che la sua vacanza è in realtà manipolata dagli agenti dell'OSI. Austin si ritrova così nuovamente sulle tracce del trafficante d'armi, con in cuore il desiderio di vendicare la morte della propria amante.

## Personaggi e interpreti
Il film vede il cast completamente sostituito rispetto al precedente Dalla Luna al deserto, con la sola eccezione di Lee Majors.
- Steve Austin, interpretato da Lee Majors.
Ex colonnello civile della NASA vittima di un incidente che, sottoposto a un radicale intervento di innesto di protesi bioniche, è diventato un cyborg, ora al servizio dell'Office of Scientific Intelligence (OSI), ma con una propria etica che prevede di non uccidere. Rispetto al precedente film, la storia del personaggio subisce dei cambiamenti. Nel primo film viene descritto come un collaudatore civile e membro della NASA, mentre a partire da questo film e per tutta la serie televisiva, sarà chiamato colonnello Steve Austin, senza alcuna pretesa di considerarlo un civile. Nell'episodio pilota Austin viene ricostruito e reclutato da un'organizzazione chiamata Office of Strategic Operations (OSO), mentre a partire da questo film l'organizzazione si chiama Office of Scientific Intelligence (OSI). In questo e nel successivo film, viene si cerca di dare a Austin uno stampo simile al personaggio di James Bond, raffigurandolo in smoking che corteggia due giorne e usa la sua forza letale. Aspetti, questi, comunque eliminati nella successiva serie televisiva. In questo film vediamo per la prima volta Austin usare il suo occhio bionico.
- Oscar Goldman, interpretato da Richard Anderson.
Oscar Goldman è il capo operazioni dell'OSI e diretto superiore di Steve Austin, cui assegna le missioni segrete. Questa è la prima apparizione del personaggio, ripescato in realtà dai romanzi, in sostituzione di Oliver Spencer (interpretato da Darren McGavin). Personaggio e attore rimarranno legati a tutta la saga, fino agli ultimi film per la televisione degli anni ottanta e novanta.
- Rudy Wells, interpretato da Alan Oppenheimer.
Medico i cui studi sugli impianti bionici hanno portato all'intervento di innesto delle protesi a Steve Austin. Originalmente interpretato da Martin Balsam nel primo film, viene qui rimpiazzato da Alan Oppenheimer, che lo interpreterà anche in alcuni episodi della successiva serie televisiva L'uomo da sei milioni di dollari.

## Produzione
Secondo di tre film per la televisione trasmessi dalla rete ABC nel 1973, rispetto al precedente L'uomo da sei milioni di dollari - Dalla Luna al deserto, trasposizione del romanzo Cyborg di Martin Caidin, questo non è un adattamento del secondo romanzo dello scrittore, Operation Nuke, ma presenta una trama originale scritta appositamente per la televisione. I tre film sono considerati piloti della serie televisiva L'uomo da sei milioni di dollari, ma sono opere a sé stanti, slegate dalla serie televisiva e con cui presentano anche una certa discontinuità.
La storia alla base di questo film è molto simile alla prima missione affrontata da Steve Austin nel romanzo Cyborg di Martin Caidin, su cui il franchise è basato, e vi sono delle somiglianze anche con gli eventi narrati del secondo romanzo di Caidin, Operation Nuke. Anche una donna di nome Tamara, che fa compagnia ad Austin a una festa, è un riferimento a uno dei personaggi del romanzo Cyborg di Caidin. Nel romanzo, infatti, Austin lavora per un po' con un'agente israeliana di nome Tamara Zigon.
In questo film si introduce una nuova grafica per i titoli di testa, con un nuovo logo per la scritta The Six Million Dollar Man, con le parole presentate in un carattere tipografico "alto e magro" vagamente piramidale, che nella serie televisiva verrà poi rimpiazzato con il logo "a scalini". Il logo utilizzato per Vino, donne e guerra sarebbe in seguito inoltre stato adattato per alcuni prodotti derivati dalla serie, come libri da colorare.

## Opere derivate
Dal film è stato tratto un adattamento, il primo di una breve serie, in forma di romanzo intitolato Wine, Women and War, per opera dello scrittore Michael Jahn e pubblicato nel 1975 dalla Warner Bros. Nonostante il romanzo sia basato sulla sceneggiature del film per la televisione, scritta da Glen A. Larson, il romanzo contiene delle differenze rispetto al film e incorpora elementi di continuità con i romanzi di Caidin, come ad esempio Steve Austin equipaggiato con una pistola a dardi avvelenati incorporata nel suo braccio bionico.